# Odeurs
 (novembre 21024).
- Si vous ne connaissez pas le sujet, laissez ce bandeau (vous pouvez alors contacter les auteurs).
- Si vous supprimez le contenu mis en cause (vous pouvez préalablement contacter les auteurs),

argumentez précisément cette suppression dans la page de discussion
(un manque de référence n'est pas un argument ; une recherche réelle de référence doit avoir été effectuée, être formellement documentée).
Pour les articles homonymes, voir Odeurs.
Odeurs est un groupe de comedy rock français, formé par Ramon Pipin et Costric 1er. Le groupe compte cinq albums : Ramon Pipin's Odeurs, sorti en 1979, 1980 — No Sex!, sorti en 1980, De l'amour (1981), Toujours plus haut (1983) et un live, Enregistrement public, en 1984. Odeurs donne son dernier concert le 6 mai 2008, au théâtre du Rond-Point, à Paris.

## Biographie

### Débuts (1979)
Après avoir quitté Au Bonheur des dames, Ramon Pipin forme avec Gérard Manjouet un studio d'enregistrement dans Paris, le studio Ramsès, nom choisi en hommage à son épouse Clarabelle, férue d'égyptologie. Celui-ci verra défiler bon nombre de musiciens de studio, au service d'artistes nationaux illustres, tels Louis Chedid, Renaud, Michel Jonasz, etc. Ramon Pipin, de son côté, crée toujours de nouveaux morceaux, et partage de nouvelles idées de créations toujours plus satiriques, notamment avec l'auteur Costric 1er. Il publie en 1979 le premier album du groupe, l'homonyme Ramon Pipin's Odeurs, dont la pochette réalisée par Jean-Baptiste Mondino a été maintes fois copiée.
Entouré du noyau de Guy Khalifa, Laurent de Gaspéris, Sharon Glory, Shitty, Clarabelle, Jean-Philippe Goude et Jean-Michel Kajdan, s'y illustrent de nombreux musiciens comme notamment François Auger et Didier Batard, Didier Lockwood, Gérard Manjouet, et Manu Katché,. La chanson Dominique est revisitée en mode disco et est interprétée par Sapho. Sharon Glory et la comédienne Christine Pascal forment le duo de Douce crème.
L'album présente une collection de parodies (Douce crème pour Serge Gainsbourg, Youpi la France pour la variété française, Sex Bazooka pour le punk, Le Gros snob pour les crooners), de ré-écritures (Dominique de Sœur Sourire devient un épique disco flamboyant, I Want to Hold Your Hand des Beatles un chant militaire), ou farces très abouties (Je suis mou, avec un contraste entre une musique très musclée et tendue, et son chanteur mollasson, qui part complètement en décalage entre son texte et son intention, en fin du morceau). L'album se clôt par Le Vilain petit zoziau, enregistrée avec une chorale d'enfants. Les interviews qui entourent le morceau punk Sex Bazooka ont été réalisées sans trucage, dans la rue.
L'album pose les bases de ce que sera Odeurs : beaucoup de dérision et d'humour, sans réelles limites, dans les textes, posés sur des musiques particulièrement bien réalisées et arrangées. Ce sera un succès commercial, vendu à plus de 100 000 exemplaires.

### No Sexet concerts (1980)
Le deuxième album, No Sex, est réalisé grâce au succès du premier,.
La liste des musiciens est trop longue pour être citée : une cinquantaine, parmi les plus importants musiciens de studio qui défilent dans le studio Ramsès (Manu Katché, Stella Vander, Jean-Michel Kajdan, Klaus Blasquiz, etc.). Moins parodique que le précédent (même si L'Homme Objet est un hommage à Dire Straits et Ma Fils Tennesse une réécriture sémite  de Memphis Tennessee), 1980 — No Sex! offre un large panorama des différentes couleurs de la musique rock et pop, le tout avec des textes toujours drôles (Je m'aime, Astrid, Coucous Boulettium), l'album se vend à plus de 150 000 exemplaires.
Ramon Pipin propose, avec ses acolytes, des concerts conçus comme des spectacles complets, avec costumes, décors, sketches et événements. Dès leur annonce, avec notamment des accroches telles que « Odeurs, un spectacle qui frôle le bon gout sans jamais y sombrer » ou « Odeurs, à deux doigts du Culte », les concerts présentés sous cet esprit très Hara-Kiri (le professeur Choron fera d'ailleurs la première partie du groupe) sont particulièrement suivis, capable de remplir alors six semaines Bobino en 1980, onze jours l'Olympia en 1981 et six semaines le Théâtre du Gymnase en 1983. Le groupe tournera dans toute la France.

### Derniers albums et adieu (1981—2008)
Le troisième album, De l'amour, est plus concentré, plus compact que les précédents. Ramon Pipin et Jean-Philippe Goude proposent ici un traité sur les élans de la passion, et se contraignent à limiter la palette des arrangements qu'ils proposent (notamment avec la participation de Richard Pinhas), afin de rendre le discours plus efficace. De l'enfance (Friquet et Colinot) à l'âge avancé (L'amour sans les dents), tous les troubles du désordre amoureux sont explorés (Que c'est bon, L'Amour par dérision, L'Amour dégonflé et tout simplement L'Amour). Moins de parodies, mais toujours autant d'humour dans les textes, les musiques prennent parfois une couleur electro, tout en restant bien plus en cohérence que sur les opus précédents. Aussi celui-ci semble-t-il être un album un peu plus personnel (comme pourrait l'indiquer le choix de la pochette, sur laquelle Ramon Pipin apparait, seul, en cupidon désabusé).
Quatrième et dernier album studio d'Odeurs, Toujours plus haut, réalisé en binôme avec Vincent Malone, il renoue avec la tradition des deux premiers opus : de la satire, des « à la façon de », des clins d'œil et des compositions originales, dont Le Cri du kangourou. Beaucoup plus varié dans les arrangements, on passe  de l'Americana (Johnny pas grand chose) aux Beach Boys (Joe le surfeur), de la chanson humoristique populaire française type Je n'suis pas bien portant (Le Cri du kangourou) à l'approche festive des sonorités d’Amérique du sud (Samba ni panti).
En 1984, ils sortent un album live Enregistrement Public, qui est une captation du concert au Théâtre du Gymnase.
Odeurs donne son dernier concert, d'adieu, le 6 mai 2008, au théâtre du Rond-Point, à Paris.

## Style musical et thèmes
Le créneau du groupe est le comedy rock (Chèque, baby, chèque), avec quelques incursions dans le domaine du blues (Defecation blues), de la musique populaire (Dominique en version disco), à l'occasion irrévérencieux (I Want to Hold Your Hand interprété comme un chant militaire, sur bruit de bottes, Le Vilain petit zoziau, coécrit par Costric 1er et chanté par une véritable chorale d'enfants), voire scatologique (Coucous Bouletium, Petit caca Noël, Le jour où les oranges pelurent). Il s'inscrit donc dans une tradition qui va de Serge Gainsbourg à Coluche, Pierre Desproges et Hara-Kiri.

## Discographie

### Singles
- 1979 : Youpi la France!
- 1980 : L'Homme objet / La Viande de porc
- 1981 : Que c'est bon / L'Amour
- 1982 : Chanson à la mode / Triple slow
- 1983 : Le Cri du kangourou / Concours Lépine
- 1983 : Optimiste / Toujours moins toujours

### Compilations
- 1991 : Fragrances et Remugles (compilation 16 titres)
- 2007 : L'Intégrale Saison 1 1979-1983
- 2008 : L'Intégrale Saison 2 1984-... (inclus les albums solo de Ramon Pipin et le DVD inédit d'un concert en Belgique, en 1983)

Ces disques ont été enregistrés de 1979 à 1983 (et plus) au studio Ramsès, dont Ramon Pipin était un des associés fondateurs.